# Учулен
Учуле́н (рос. Учулен) — селище у складі Таштагольського району Кемеровської області, Росія. Входить до складу Теміртауського міського поселення.

## Населення
Населення — 27 осіб (2010; 74 у 2002).
Національний склад (станом на 2002 рік):
- росіяни — 100 %